# 室宿增五
室宿增五（飛馬座63），又名BD+29 4908，HD 220088、SAO 73187、HR 8882，是飛馬座的一颗恒星，视星等为5.59，位于銀經100.72，銀緯-28.52，其B1900.0坐标为赤經23h 15m 55.6s，赤緯+29° -28.52′ 9″。